# آنری ژان-ماری لوه
آنری ژان-ماری لوه (به فرانسوی: Henry Jean-Marie Levet) شاعر و مقاله‌نویس قرن نوزدهم میلادی اهل فرانسه است.